# Marco Di Vaio
Marco Di Vaio (Roma, Italia, 15 de julio de 1976) es un exfutbolista italiano. Jugaba de delantero y su último equipo fue el Montreal Impact de Canadá de la Major League Soccer, liga de Estados Unidos y Canadá

## Trayectoria
Comenzó su carrera con la Lazio en 1993 donde casi no tuvo oportunidades de jugar, luego tras pasar sin pena ni gloria por el Verona y el Bari recaló en 1997 en la Salernitana de la Serie B donde se convirtió en el máximo goleador de esa temporada y ayudó a su equipo a subir a la Serie A. En dos años con ese club anotó 34 goles en 67 partidos jugados, sin embargo el club volvió a la Serie B y apareció el Parma que le fichó en 1999 para que de esa forma permaneciera en la máxima categoría del fútbol italiano.
En el Parma triunfó durante las tres temporadas que jugó logrando un registro impresionante de 41 goles en 83 partidos y en su tercera temporada fue el segundo máximo goleador del calcio. Su calidad y olfato goleador no pasaron inadvertidos para los grandes clubes de Italia, de esa forma la Juventus le ficha en el verano del 2002, sin embargo con este club nunca lograría reeditar sus grandes actuaciones pasadas.
En la Juve estuvo bajo la sombra de la estrella David Trezeguet pero a pesar de ello logró marcar 18 goles en 54 partidos y alcanzando ganar un Scudetto.
En el 2004 ficha por el Valencia de Claudio Ranieri como pieza angular de su nuevo proyecto por 10 millones de euros, sin embargo en el club de Mestalla no logró triunfar, problemas de adaptación y mucha presión por parte del público y la prensa terminaron por afectar su rendimiento. El Valencia venía de ganar la Liga y la Copa de la UEFA, pero durante la temporada que Ranieri estuvo en el banco solo lograron ganar la Supercopa de Europa al Oporto, final en la que el mismo marcó uno de los tantos siendo aclamado por los aficionados desplazados a Monaco. En su primera temporada marcó 11 goles en 29 partidos en liga y otros 3 en las demás competiciones, pero a la temporada siguiente la destitución de Ranieri condicíonó su permanencia en el club siendo cedido al Mónaco durante el mercado invernal de la temporada 2005 - 2006.
En el club francés mantenía discretos registros de goles (8 goles en 29 partidos durante dos cesiones) y el Valencia CF finalmente lo traspasa en el 2007 al Genoa CFC de la Serie B donde parece haber recobrado aquel instinto goleador de otras temporadas.
Logró ayudar al Genoa CFC a subir a la Serie A marcando 9 goles en 20 partidos durante media temporada y de esta forma contribuir con el club a regresar a la máxima categoría del fútbol italiano. En su regreso al calcio debutó oficialmente en la temporada 2007 - 2008 ante el poderoso AC Milan cayendo 0-3, sin embargo se mostró participativo y activo durante el encuentro.
En la temporada 2008-2009 fichó por el Bologna FC, recién ascendido a Serie A.
En esa misma temporada sus goles fueron claves para evitar el descenso del club italiano, pues fue segundo máximo goleador por detrás del exjugador del inter Ibrahimović. Recibió en el verano al acabar la temporada varias ofertas de clubes como el Olympiacos y el Hoffenheim pero finalmente decidió permanecer en el club italiano hasta el fin de su contrato con la intención de volver a Roma algún día para acabar allí su carrera futbolística.
Actualmente milita en el Impacto de Montreal de la MLS, haciendo su debut en este club el 27 de junio de 2012 vistiendo la camiseta n.º 9. Después de dos temporadas con el equipo canadiense, Di Vaio anunció el 2 de octubre de 2014 de que se retiraría al final de la temporada 2014 de la Major League Soccer, poniendo así un fin a una carrera profesional de 20 años.

## Selección nacional
Ha sido internacional con la Selección de fútbol de Italia, ha jugado 14 partidos internacionales y ha anotado 2 goles. Participó en la Euro 2004 de Portugal.

## Clubes y estadísticas
| Trayectoria              | Trayectoria         | Trayectoria         | Liga | Liga  | Copa | Copa  | Europa | Europa | Total | Total |
| Club                     | Liga                | Temporada           | Apps | Goles | Apps | Goles | Apps   | Goles  | Apps  | Goles |
| ------------------------ | ------------------- | ------------------- | ---- | ----- | ---- | ----- | ------ | ------ | ----- | ----- |
| Lazio · Italia           | Serie A             | 1993–94             | 0    | 0     | 1    | 0     | 1      | 0      | 2     | 0     |
| Lazio · Italia           | Serie A             | 1994–95             | 8    | 3     | 4    | 0     | 1      | 1      | 13    | 4     |
| Lazio · Italia           | Serie A             | Total               | 8    | 3     | 5    | 0     | 2      | 1      | 15    | 4     |
| Verona · Italia          | Serie B             | 1995–96             | 7    | 1     | 0    | 0     | –      | –      | 7     | 1     |
| Verona · Italia          | Serie B             | Total               | 7    | 1     | 0    | 0     | –      | –      | 7     | 1     |
| Bari · Italia            | Serie B             | 1996–97             | 27   | 3     | 0    | 0     | –      | –      | 27    | 3     |
| Bari · Italia            | Serie B             | Total               | 27   | 3     | 0    | 0     | –      | –      | 27    | 3     |
| Salernitana · Italia     | Serie B             | 1997–98             | 36   | 21    | 2    | 0     | –      | –      | 38    | 21    |
| Salernitana · Italia     | Serie A             | 1998–99             | 31   | 12    | 1    | 0     | –      | –      | 32    | 12    |
| Salernitana · Italia     | Serie A             | Total               | 67   | 33    | 3    | 0     | –      | –      | 70    | 33    |
| Parma · Italia           | Serie A             | 1999–00             | 23   | 6     | 1    | 0     | 3      | 1      | 27    | 7     |
| Parma · Italia           | Serie A             | 2000–01             | 27   | 15    | 7    | 3     | 5      | 2      | 39    | 20    |
| Parma · Italia           | Serie A             | 2001–02             | 33   | 20    | 5    | 0     | 10     | 2      | 48    | 22    |
| Parma · Italia           | Serie A             | Total               | 83   | 41    | 13   | 3     | 18     | 5      | 114   | 49    |
| Juventus · Italia        | Serie A             | 2002–03             | 26   | 7     | 3    | 0     | 11     | 4      | 40    | 11    |
| Juventus · Italia        | Serie A             | 2003–04             | 29   | 11    | 8    | 3     | 7      | 3      | 44    | 17    |
| Juventus · Italia        | Serie A             | Total               | 55   | 18    | 11   | 3     | 18     | 7      | 84    | 28    |
| Valencia · España        | La Liga             | 2004–05             | 30   | 11    | 1    | 0     | 8      | 3      | 39    | 14    |
| Valencia · España        | La Liga             | 2005–06             | 5    | 0     | 0    | 0     | 6      | 0      | 11    | 0     |
| Valencia · España        | La Liga             | Total               | 35   | 11    | 1    | 0     | 14     | 3      | 50    | 14    |
| AS Monaco Francia        | Ligue 1             | 2005–06             | 15   | 5     | 3    | 0     | –      | –      | 18    | 5     |
| AS Monaco Francia        | Ligue 1             | 2006–07             | 14   | 3     | 3    | 0     | –      | –      | 17    | 3     |
| AS Monaco Francia        | Ligue 1             | Total               | 29   | 8     | 6    | 0     | –      | –      | 35    | 8     |
| Genoa · Italia           | Serie B             | 2006–07             | 22   | 9     | 0    | 0     | –      | –      | 22    | 9     |
| Genoa · Italia           | Serie A             | 2007–08             | 22   | 3     | 2    | 1     | –      | –      | 24    | 4     |
| Genoa · Italia           | Serie A             | Total               | 44   | 12    | 2    | 1     | –      | –      | 46    | 13    |
| Bologna · Italia         | Serie A             | 2008–09             | 38   | 24    | 2    | 1     | –      | –      | 40    | 25    |
| Bologna · Italia         | Serie A             | 2009–10             | 30   | 12    | 1    | 0     | –      | –      | 31    | 12    |
| Bologna · Italia         | Serie A             | 2010–11             | 38   | 19    | 1    | 0     | –      | –      | 39    | 19    |
| Bologna · Italia         | Serie A             | 2011–12             | 37   | 10    | 1    | 0     | –      | –      | 38    | 10    |
| Bologna · Italia         | Serie A             | Total               | 143  | 65    | 5    | 1     | –      | –      | 148   | 66    |
| Montreal Impact · Canadá | MLS                 | 2012                | 17   | 5     | 0    | 0     | –      | –      | 17    | 5     |
| Montreal Impact · Canadá | MLS                 | 2013                | 34   | 20    | 3    | 2     | 3      | 0      | 40    | 22    |
| Montreal Impact · Canadá | CSL                 | 2013                | 3    | 2     | -    | -     | -      | -      | 3     | 2     |
| Montreal Impact · Canadá | MLS                 | 2014                | 20   | 5     | 2    | 0     | 2      | 3      | 24    | 8     |
| Total                    | Total               | Total               | 74   | 32    | 5    | 2     | 5      | 3      | 84    | 37    |
| Total en su carrera      | Total en su carrera | Total en su carrera | 561  | 227   | 50   | 8     | 57     | 19     | 637   | 241   |

### Estadísticas en partidos con la selección italiana
| Convocatorias internacionales y goles | Convocatorias internacionales y goles | Convocatorias internacionales y goles | Convocatorias internacionales y goles | Convocatorias internacionales y goles | Convocatorias internacionales y goles | Convocatorias internacionales y goles |
| #                                     | Fecha                                 | Lugar                                 | Oponente                              | Resultado                             | Goles                                 | Competición                           |
| ------------------------------------- | ------------------------------------- | ------------------------------------- | ------------------------------------- | ------------------------------------- | ------------------------------------- | ------------------------------------- |
| 1.                                    | 5 de septiembre de 2001               | Piacenza, Italia                      | Marruecos                             | 1–0                                   | 0                                     | Amistoso                              |
| 2.                                    | 13 de febrero de 2002                 | Catania, Italia                       | Estados Unidos                        | 1–0                                   | 0                                     | Amistoso                              |
| 3.                                    | 17 de abril de 2002                   | Milán, Italia                         | Uruguay                               | 1–1                                   | 0                                     | Amistoso                              |
| 4.                                    | 21 de agosto de 2002                  | Trieste, Italia                       | Eslovenia                             | 0–1                                   | 0                                     | Amistoso                              |
| 5.                                    | 20 de noviembre de 2002               | Pescara, Italia                       | Turquía                               | 1–1                                   | 0                                     | Amistoso                              |
| 6.                                    | 30 de abril de 2003                   | Ginebra Suiza                         | Suiza                                 | 2–1                                   | 0                                     | Amistoso                              |
| 7.                                    | 3 de junio de 2003                    | Campobasso, Italia                    | Irlanda del Norte                     | 2–0                                   | 0                                     | Amistoso                              |
| 8.                                    | 11 de octubre de 2003                 | Reggio Calabria, Italia               | Azerbaiyán                            | 4–0                                   | 1                                     | Clasificación Eurocopa 2004           |
| 9.                                    | 12 de noviembre de 2003               | Varsovia, Polonia                     | Polonia                               | 1–3                                   | 0                                     | Amistoso                              |
| 10.                                   | 16 de noviembre de 2003               | Ancona, Italia                        | Rumania                               | 1–0                                   | 1                                     | Amistoso                              |
| 11.                                   | 28 de abril de 2004                   | Génova, Italia                        | España                                | 1–1                                   | 0                                     | Amistoso                              |
| 12.                                   | 22 de junio de 2004                   | Guimarães, Portugal                   | Bulgaria                              | 2–1                                   | 0                                     | Eurocopa 2004                         |
| 13.                                   | 18 de agosto de 2004                  | Reikiavik, Islandia                   | Islandia                              | 0–2                                   | 0                                     | Amistoso                              |
| 14.                                   | 9 de octubre de 2004                  | Celje, Eslovenia                      | Eslovenia                             | 0–1                                   | 0                                     | Clasificación Copa del Mundo 2006     |

## Palmarés

### Campeonatos nacionales
| Título              | Club        | País   | Año     |
| ------------------- | ----------- | ------ | ------- |
| Copa de Italia      | Parma FC    | Italia | 2001-02 |
| Serie A             | Juventus FC | Italia | 2002-03 |
| Supercopa de Italia | Juventus FC | Italia | 2002    |
| Supercopa de Italia | Juventus FC | Italia | 2003    |

### Copas internacionales
| Título              | Club        | País   | Año  |
| ------------------- | ----------- | ------ | ---- |
| Supercopa de Europa | Valencia CF | España | 2004 |